# Примите телеграмму в долг
«Примите телеграмму в долг» — советский художественный фильм 1979 года, созданный на киностудии «Беларусьфильм».

## Сюжет
Парнишка Саня Линёв решил сделать реактивный летательный аппарат. Обратившись за моральной поддержкой к академику Александрову, а заодно и поставив вопрос о топливе, необходимом его детищу, Саня послал в Москву срочную телеграмму в долг и, чтобы запустить производство, начал зарабатывать деньги.

## В ролях
| Актёр                  | Роль                                                                      |
| ---------------------- | ------------------------------------------------------------------------- |
| Андрей Тихончик        | Саня Линёв                                                                |
| Яна Поплавская         | Сашенька                                                                  |
| Татьяна Пельтцер       | Пивашиха соседка Линёвых                                                  |
| Андрей Мягков          | Валерий отец Линёва                                                       |
| Анастасия Вознесенская | мать Линёва                                                               |
| Евгений Евстигнеев     | Георг отец Сашеньки                                                       |
| Екатерина Васильева    | Мария мать Сашеньки                                                       |
| Анатолий Рудаков       | Николай сосед Линёвых                                                     |
| Егор и Денис Штрыковы  | Егор и Денис Линёвы братья-близнецы Сани                                  |
| Олег Задорожный        | Антон хулиган                                                             |
| Мария Барабанова       | женщина со шкафом                                                         |
| Олег Анофриев          | Алексей Иванович участковый милиционер                                    |
| Фёдор Одиноков         | комбайнёр                                                                 |
| Владимир Шелестов      | Алиферко бригадир                                                         |
| Ольга Прищепова        | Катя корреспондентка                                                      |
| Мария Виноградова      | торговка семечками                                                        |
| Валентина Ананьина     | торговка помидорами                                                       |
| Тамара Муженко         | торговка луком                                                            |
| Светлана Гуменникова   | девочка на улице                                                          |
| Светлана Суховей       | Нина работница почты                                                      |
| Александра Зимина      | бабушка Сашеньки                                                          |
| Алла Бабичева          | продавщица                                                                |
| В. Кудрявцев           | эпизод                                                                    |
| Александр Ткачёнок     | учитель                                                                   |
| Виктор Лебедев         | бухгалтер школы (не указан в титрах)                                      |
| Дмитрий Иосифов        | эпизод (не указан в титрах)                                               |
| Леонид Нечаев          | закадровый голос академика Александрова (озвучивание, не указан в титрах) |

## Съёмочная группа
- Автор сценария — Анатолий Усов
- Режиссёр — Леонид Нечаев
- Главный оператор — Владимир Калашников
- Художник-постановщик — Игорь Топилин
- Композитор — Алексей Рыбников

## История создания
Сценарий фильма претерпел неоднократные изменения. Первый вариант вызвал на студии «Беларусьфильм» скептическое отношение, однако в конце концов отношение изменилось на превосходное. Изначально режиссёром должен был стать Михаил Пташук, однако к моменту одобрения сценария он был занят съёмками сложного военного фильма, и вместо Пташука был назначен Леонид Нечаев. При этом для него проект стал первым кинофильмом в карьере (до этого Нечаев снимал только телевизионные и документальные фильмы).
В главной роли Нечаев собирался снимать Дмитрия Иосифова, но его кандидатуру не утвердил худсовет (при этом согласившись на прочих предложенных исполнителей). По результатам проб на роль Сани был утверждён минский школьник Андрей Тихончик. Также на роль отца Линёва изначально рассматривался Сергей Никоненко.
Натурные съёмки проходили в белорусских городках Новогрудке, Ракове и Крыму.
Рабочим названием картины было «И днём, и ночью». Как считает киновед М. Костюкович, оно было «единственной невнятицей фильма».
Худсовет отрицательно оценивал фильм как на этапе озвучивания, так и на этапе приёмки (тот же Пташук, похвалив сценарий, упрекал картину за то, что в ней не ощущается дух деревни). Нечаеву же получившийся результат нравился, поскольку он целенаправленно пытался снять не совсем «детскую» картину со значительным элементом эксцентрики. Через полтора десятка лет режиссёр продолжал считать данный фильм своей лучшей работой: 

«…Может быть, он не так знаменит, как „Буратино“ и „Шапочка“. Но, по-моему, из всех моих фильмов этот самый… пронзительный, что ли…».

## Отзывы
По мнению киноведов, фильм, рассказывая о конфликте подростка с миром обывателей, тем не менее не выглядит мрачно.
«Пройдя через все испытания, которые выпадают на долю мальчика, он взрослеет — детство ушло. И хотя это грустно, фильм звучит мажорно». (Борис Светлов и Алла Чернушевич)
«Эта история могла стать безысходной драмой, если бы не добрая интонация повествования, не щедрость комических ходов, не изобретательность героя <…> Да, это очень оттепельный рассказ о художнике в пору щенячества — об окончательном понимании собственного „не такого, как у всех“ пути, которое приходит раньше умения защищаться от „такого, как все“ мира». (Мария Костюкович)